# Pascal Debacker
Pour les articles homonymes, voir Debacker.
Pascal Debacker (né le 8 avril 1960 à Leers) est un athlète français, spécialiste du steeple.

## Biographie
Pascal Debacker remporte le titre national du 3 000 m steeple en 1986.
Il est éliminé en demi-finale de sa discipline aux championnats du monde de 1983 disputés à Helsinki.
Il participe aux Jeux olympiques de 1984, à Los Angeles, et se classe huitième de la finale, en 8 min 21 s 51.
Il participe également à 4 reprises aux Championnats du monde de Cross en 1983, 1984, 1985 et 1986.

## Palmarès
- 14 sélections en équipe de France A
- 5 sélections en équipe de France Jeune

Championnats de France Élite :
- - Champion de France 3 000 m steeple à Aix-les-Bains en 1986.

## Records
| Épreuve         | Performance   | Lieu | Date |
| --------------- | ------------- | ---- | ---- |
| 3 000 m steeple | 8 min 18 s 54 | Nice | 1986 |